# Hand of Doom
Hand of Doom (рус. Рука Судьбы) — шестая песня британской рок-группы Black Sabbath с их второго альбома Paranoid, выпущенного в 1970 году.
Песня неоднократно исполнялась на концертах группы и среди фанатов считается одной из лучших. Это вторая по продолжительности песня на альбоме. Текст был написан Гизер Батлером, музыка - совместно всеми участниками группы.
Песня была создана после того, как группа увидела большое число американских солдат, прибывших в Англию в конце 1960-х годов после войны во Вьетнаме и принимавших тяжелые наркотики. Песня о том, что солдаты принимают наркотики, чтобы забыть зверства войны, но эти наркотики медленно разрушают их изнутри.
В своей книге «Sabbath Bloody Sabbath» Джоэл Макайвер характеризует песню  как «мрачную, с низким соло Гизера, резко меняющим темп и переходящим в неожиданный рифф». Он отмечает, что эта песня «позволяет «Sabbath» развернуться в полный рост».
Тема песни обыграна Батлером в оформлении его сольного альбома Black Science.

## Кавер-версии
- 2000 — Slayer — альбом «Nativity in Black II»
- 1996 — Danzig — альбомы «Blackacidevil", «Nativity in Black III»
- 1999 — Isis — EP «Sawblade»
- 1997 — Eyehategod — альбом «In These Black Days Vol. 1» совместно с Anal Cunt.
- 1996 — Orange Goblin — EP «Electric Wizard»
- 2007 — HIM — альбом «Uneasy Listening Vol. 2»
- Nirvana сыграла кавер-версию песни во время одного из своих выступлений.[4]

## Массовая культура
- Канадская певица Мелисса Ауф дер Маур, известная своим сотрудничеством с группами Hole и The Smashing Pumpkins, была вокалисткой в группе Hand of Doom, игравшей кавер-версси песен Black Sabbath.[5]
- Песня использована в 14-й серии 1-го сезона сериала Элементарно, вышедшей 3 февраля 2013 г.

## Участники записи
- Оззи Осборн — вокал
- Тони Айомми — гитара
- Гизер Батлер — бас-гитара
- Билл Уорд — ударные